# Квинт Елий Туберон
Квинт Елий Туберон (на латински: Quintus Aelius Tubero) e политик и юрист на ранната Римска империя.

## Биография
Произлиза от клон Туберон на плебейската фамилия Елии. Баща му Луций Елий Туберон e легат и близък приятел на Цицерон.
През 11 пр.н.е. Квинт Елий Туберон e консул заедно с Павел Фабий Максим. Той репарира по нареждане на император Август акведуктите на Рим Аква Апия, Анио Ветус, Аква Марция, Аква Тепула и Аква Юлия.
Квинт е женен за Емилия Прима и е ‎‎баща на Секст Елий Кат (консул 4 г.). Дядо е на Елия Петина, втората съпруга на по-късния император Клавдий през 28 г. Изглежда синът му осиновява Луций Елий Сеян, преториански префект през 14 г., консул през 31 г. и обвинен в заговор против император Тиберий.